# مارتن إدر
مارتن إدر (بالألمانية: Martin Eder)‏ هو رسام ألماني، ولد في 31 أغسطس 1968 في آوغسبورغ في ألمانيا.

## وصلات خارجية
- مارتن إدر على موقع مونزينجر (الألمانية)